# Ђенова (округ)
Округ Ђенова (итал. Provincia di Genova) је округ у оквиру покрајине Лигурија у северозападној Италији. Седиште округа и покрајине и њихово највеће градско насеље је истоимени град Ђенова.
Површина округа је 1.838 км², а број становника 890.778 (2008. године).

## Природне одлике
Округ Ђенова се налази у северозападном делу државе, са изласком на Тиренско море (Ђеновски залив). Цела површина округа је са веома покренутим тереном. Јужни део округа је приморски (ривијера), густо насељен и привредно активнији. Северни део је планински (сусрет Алпа и Апенина), мање активан и слабо насељен. Већих водотока нема.

## Становништво
По последњим проценама из 2008. године у округу Ђенова живи близу 900.000 становника. Густина насељености је велика, близу 500 ст/км². Посебно је густо насељено приморско подручје уз град Ђенову.
Поред претежног италијанског становништва у округу живе и велики број досељеника из свих делова света.

## Општине и насеља
У округу Ђенова постоји 67 општина (итал. Comuni).
Најважније градско насеље и седиште округа је град Ђенова, у коме живи близу 3/4 становништва округа (613.000 становника). У ствари, цео округ је безмало градско подручје Ђенове. Тако су и други већи градови њена предграђа: Рапало и Чијавари.